# Coreopsis palmata
Coreopsis palmata лат.  — вид травянистых растений рода Кореопсис (Coreopsis) семейства Астровые (Asteraceae), называемый «кореопсисом прерий» (англ. Prairie Coreopsis), растёт в прериях центральных районов США.

## Ботаническое описание
|                                      |
|                                      |
|                                      |
| Цветок и общий вид Coreopsis palmata |

Coreopsis palmata — многолетнее травянистое растение высотой 45—75 см, шириной 30—45 см. Стебель прямой, не ветвится, без ворсинок.
Листья, как правило, узкие трёхдольчатые, реже простые, 5-10 см в длину, равномерно распределены по стеблю. Осенью приобретают красноватый оттенок.
Цветки — ярко-жёлтого цвета 7-10 см в диаметре, состоит из многочисленных дисковых цветков, окружённых 8 краевыми язычковыми цветками, без запаха. Цветёт с мая по июль.
Плод — гладкая семянка.
Этот кореопсис может образовывать плотные колонии, которые исключают рост других растений.

## Ареал и местообитание
Растёт в центральных районах США от Миннесоты и Висконсина на севере до северных окраин Луизианы на юге. Встречается в прериях и дубовых саваннах, на песчаных почвах.

## Культивирование
Растение культивируется, как правило, для букетов, а также используется для закрепления песчаных склонов и дюн. Предпочитает солнечные участки, от слегка увлажнённой до сухой почвы.